# قفطان

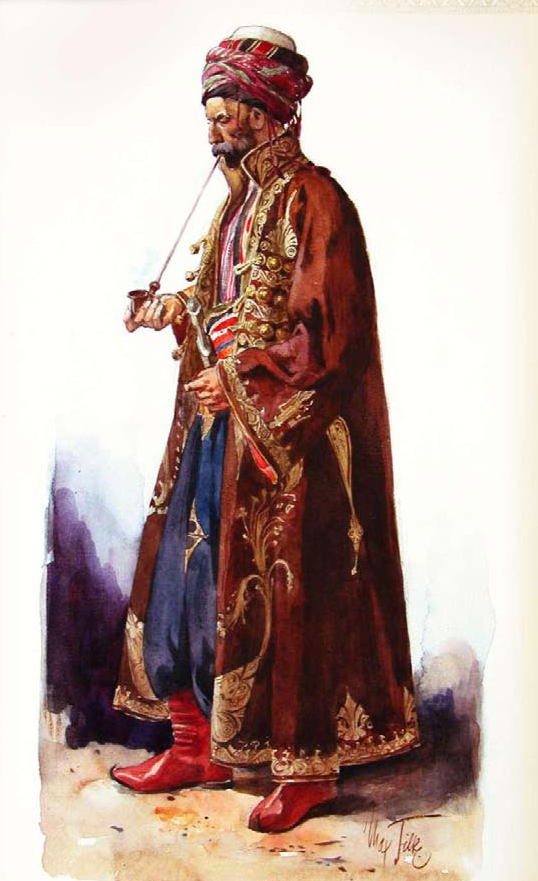
رجل كردي مرتدياً قفطاناً.

القَفْطان هو سترة أو رداء يشبه إلى حد بعيد الغلالة التي تم ارتداؤها من قبل العديد من الثقافات. القفطان غالباً ما يرتدى مع معطف، وعادة ما يصل إلى الكاحلين مع امتيازه بالأكمام الطويلة. ويمكن أن يكون مصنوعاً من الصوف أو الكشمير أو الحرير أو حتى القطن، كما ُيمكن ارتداؤه مع وشاح. ارتدى الرجال القفطان في أزمنة قديمة، وزادت شهرته في الشرق الأوسط عندما ارتدته مختلف المجموعات العرقية. اكتسب القفطان أنماطًا وأغراضًا مختلفة، واشتهر بأسماء متباينة نوعا ما، وذلك على حسب ثقافة كل بلد وكل منطقة. ففي المناطق ذات المناخ الدافئ يتم ارتداء قفطان خفيف الوزن نوعا ما، وغالباً ما يكون فضفاضا، بينما في ثقافات أخرى يُعد القفطان رمزًا من رموز الملوك.

## التأثيل
وفقاً لجيرهارد دورفر فإن كلمة قفطان هي كلمة مشتقة من التركية القديمة "kap Tan" والتي تعني «تغطية الملابس».[بحاجة لمصدر] أما فانيا مبادي عبد الرحيم فقد عزاها إلى كلمة قَفتان العثمانية والتي أتت من خَفتان أو خفدان الفارسيّتَن وتعني ما يلبسه المقاتل تحت الدرع.

## القفطان المغربي

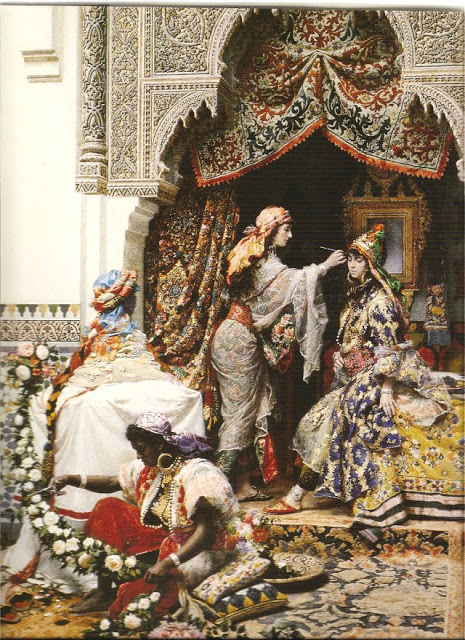
لوحة لجوزيب تابيرو إي بارو، يعود تاريخها إلى القرن 19 في طنجة. حيث صور الرسام تقليدا احتفاليا تظهر من خلاله نغافة أعراس ترتدي دفينة فوق قفطانها (قفطان المنصورية)، وهي تجهز ابنة السلطان لحفل زفافها. هذه الأخيرة ترتدي لباس التكشيطة

يُعد القفطان في المغرب لباسا تاريخيا متجدرا في عمق تاريخ السلاطين المتعاقبين على المملكة المغربية، فيرجع تاريخ ارتداءه إلى القرن الثالث عشر ميلادي خلال عهد سلالة المرينيين (1244–1465)، حيث كان حكرًا على أفراد العائلة المالكة. ويختلف القفطان المغربي عن الفارسي أو العثماني، حيث كان لباسًا نسويًا خالصًا، ومع مرور الوقت بات الرجال تدريجيا يلبسونه، أما اليوم فمصطلح القفطان يُستخدم فقط لوصف لباس للمرأة حيث أصبحت هي الوحيدة التي ترتديه، بينما انتقل الرجال نحو ارتداء ما يُعرف بالجلابة.
مع تعاقب سلاطين المغرب، تطور القفطان تقليديا إلى درجة أن كل مدينة مغربية في المملكة، أضحى لها أسلوبها الخاص في تطريز القفطان. لكن يمكننا إحصاء 4 مناطق جغرافية كبرى كان لها باع تاريخي تتوافق تقريبًا مع 4 أنماط للزي: الطرز الشاملي أسوة بجهة الشمال المغربي خاصة مدينة «تطوان»، الطرز الفاسي الخاص بمدينة «فاس»، الطرز المكناسي أسوة بمدينة «مكناس» ثم الطرز الرباطي الخاص بمدينة «الرباط». أما بالنسبة للقطع، فهناك تصميمان رئيسيان: التصميم الفاسي طويل ومستقيم، والتصميم التقليدي التطواني، القصير والواسع.
تستخدم كلمة قفطان في المغرب بشكل شائع للدلالة على «قفطان من قطعة واحدة». فيما تسمى التصاميم المكونة من قطعتين أو أكثر من القفطان المغربي بالتكشيطة و«المنصورية» هذه الأخيرة التي يعود أصلها إلى القرن السادس عشر، إبان عهد السعديين. حيث كان السلطان أحمد المنصور (1578-1603) أول من أدخل ارتداء سترة شفافة (تسمى دفينا أو لفوقية) فوق القفطان التقليدي، وبالتالي خلق أو تصميم للباس التكشيطة في المغرب والتي تسمى أحيانا «قفطان المنصورية» في إشارة إلى السلطان السعدي الذي اخترعه. وغالبا ما يتم ارتداؤها مع حزام كبير منقوش ومزخرف يدويا يسمى (مضمة) مصنوعة من القماش أو المعدن (الفضة أو الذهب). يُمكن ارتداء القفطان على حد سواء في المناسبات الرسمية وغير الرسمية، وذلك حسب المواد المستخدمة في صناعته.
في العصر الحديث، نجح العديد من مصممي الأزياء المغاربة في تعزيز حضور القفطان المغربي في المحافل الدولية، على غرار معرض أزياء هوت كوتور الذي يُعقد مرة في السنة في مدينة مراكش المغربية،  كما ساعدت العديد من المجلات المغربية في تعزيز مكانة القفطان وجعله مواكبا لأحدث صيحات الموضة مثل مجلة نساء من المغرب.

## القفطان العثماني

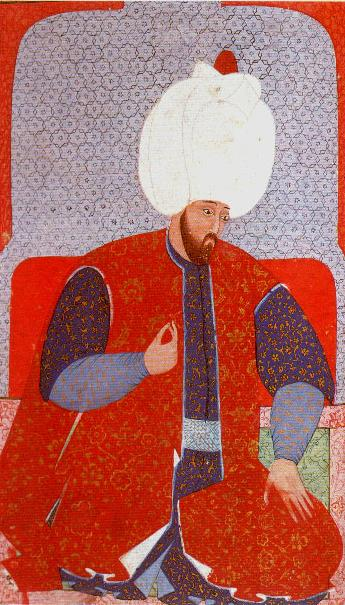
السلطان العثماني سليمان القانوني وهو يرتدي قفطانا منسوجا من النسيج

يبدو أن القفطان هو أقدم رداء تركي، ويمكن إرجاع هذا الزي إلى فترة الهون والغوكتورك. كان القفطان هو الثوب المفضل الذي ترتديه الدول التركية في آسيا الوسطى، والإمبراطورية التركية في الهند، والأتراك السلاجقة والعثمانيين. لقد كان أهم عنصر في العصر السلجوقي ويقال إن أقدم الأمثلة المعروفة لهذا الرداء عُثِر عليها في مقابر الهون. يتكون زي فترة غوكتورك من قفاطين طويلة مغلقة بحزام عند الخصر، ويمكن ملاحظة هذه القفطان في تماثيل غوكتورك.
أعطى السلطان السلجوقي أحمد سنجر، الذي حكم من 1097 إلى 1118، 1000 قفطان أحمر لجنوده. وفي عام 1058 وكذلك في فترة السلطان السلجوقي مالك شاه الأول، ارتدى الأتراك السلاجقة القفطان، واكتشفت التنقيبات قفطان طفل يعود تاريخه إلى عهد سنجر شاه الذي حكم من 1185 أو 1186 إلى 1187.
يصور بلاط قصر قباد آباد شخصيات تركية ترتدي القفطان. بُنِي القصر للسلطان علاء الدين كيقباد الأول الذي حكم من عام 1220 إلى 1237. علاوة على ذلك، تصور الرسوم السلجوقية النموذجية من القرن الحادي عشر إلى القرن الثالث عشر شخصيات ترتدي القفطان على الطراز التركي. كان يرتدي القفطان أيضًا سلاجقة الأناضول الذين قدموا القفطان إلى السلطان العثماني الأول عثمان الأول. وفيما يتعلق بميراث عثمان الأول، وصف المؤرخ نصري القفطان في قائمة العناصر الموروثة: "كان هناك قفطان قصير الأكمام من أزياء دنيزلي".
في عملية التنقيب في كينيت في تركيا، عُثِر على وعاء يعود تاريخه إلى أوائل القرن الرابع عشر وعليه صورة رجل يرتدي ما يبدو أنه قفطان.
ارتدى القفطان العديد من السلاطين العثمانيين في الإمبراطورية العثمانية، وذلك قصد الزينة، حيث اشتهر هذا النوع من الملابس في تلك الفترة بالألوان الزاهية والأنماط المختلفة ثم الشرائط الطويلة والأزرار.
كان يرتدي القفطان من قبل سلاطين الإمبراطورية العثمانية. وتشير الزخارف الموجودة على الثوب، من الألوان والأنماط والأشرطة والأزرار، إلى رتبة الشخص الذي يرتديه. في النصف الأول من القرن الرابع عشر، استولى أورخان غازي على بورصة وجعلها العاصمة العثمانية. كان التطريز الذهبي أحد التخصصات الرئيسية في بورصة، من بين التخصصات الأخرى ذات الصلة بالنسيج، ويشير الأرشيف إلى أن قفطانين مصنوعين من أجود أنواع المخمل المطرز بالذهب في بورصة تم إعدادهما لختان ابني جيليبولو بك سنان باشا في عام 1494.
من القرن 14 وإلى القرن 17، كان القفطان يصنع من منسوجات مختلفة وعلى هيئات وأنماط متعددة، حيث كان تارة مزخرفا وتارة لا، وخلال النصف الثاني من القرن 17، أصبحت معظم القفاطين مصنوعة من الأقمشة الثمينة مع امتيازها بخطوط عمودية من مختلف المطرزات والأقمشة.
وعموماً، فمعظم الأقمشة مصنعة في تركيا خاصة في كل من إسطنبول وبورصة. ولكن بعض المنسوجات جاء من مناطق بعيدة مثل البندقية، جنوة، بلاد فارس، الهند وحتى الصين. حيث أن هناك قفاطين مصنوعة من المخمل، aba, bürümcük (نوع من الكريب مع الاعوجاج الحرير والقطن لحمة)، canfes, çatma (الثقيلة الحرير والديباج)، جيزي، ديبا (الفارسي دیبا)، hatayi, kutnu, kemha, seraser (الفارسي سراسر) (نسيج الديباج مع الاعوجاج الحرير والذهب أو الفضة الخيط المعدني لحمة)،  serenk, zerbaft (الفارسي زربافت)، tafta (الفارسي تافته). أفضل الألوان كانت النيلي والأزرق، kermes الأحمر، البنفسجي، pişmis ayva واللحام الأصفر.
في متحف توبكابي في إسطنبول تم الاحتفاظ بمجموعة كبيرة من الأزياء العثمانية والقفطان والمنسوجات.

## القفطان الجزائري
القفطان النسائي مدرج في التراث الثقافي غير المادي للإنسانية مثل زي تلمسان. وهي القطعة الرئيسية للشدة التلمسانية.
القفطان الجزائري عباءةٌ أو سترٌ طويل تصل إلى الركبتين وأكمام واسعة طويلة تصل إلى الكوع تلبس فوق ملابس أخرى ویختلف من شخص إلى أخر ومن منطقة لأخرى في التطریز والشغل اليدوي وكان ارتداؤه في السابق حكراً على الرجال من الأمراء والسلاطين فقط، ليصبح متاحاً للعامة في عهد العثمانيين، ويغدو أكثر شهرة وشيوعاً بين الجزائريين؛ حيث ترتديه اليوم النساء والرجال ولكل طراز، وقد ظهر القفطان الجزائري في الجزائر نتيجة للمد الإسلامي وخاصة في عھد الدولة العثماني ولم يكن في تراث الجزائر قبل ھذا والقفطان الجزائري صار الزي الشعبي في بعض المدن الجزائریة حتى الآن منھا تلمسان، الجزائر العاصمة، وھران، البليدة، ويوجد عدة أنواع من القفطان الجزائري الأصيل مثل: «قفطان القرنفلة» و«قفطان الباي» و«قفطان القاضي» و«قفطان الشدة التلمسانية» والمنصورية أيضا.

## القفطان التونسي
يعتبر القفطان التونسي من أبرز وأعرق اللباس التقليدي التونسي وهو ملائم لجميع المناسبات حيث كان ولازال رمزا للموضة رغم التغييرات ويبقى مناسبا لكل موسم وكل عصر. كما يعتبر القفطان التونسي رمزا للأصالة والجمال التونسي حيث أضحى حاضرا في جميع المناسبات الرسمية كانت أو غير الرسمية كما نجح مصممي الأزياء التونسيين في تعزيز حضوره في المحافل الدوليّة. وأقدم قفطان تونسي موجود في المتحف الوطني التونسي عمره أكثر من 300 سنة.
هو لباس يرتديه رجال الشرع مباشرة فوق الجوخة، وهو ثوب من أصل تركي ذو طابع عسكري. شكله طويل إلى القدمين ومفتوح من الأمام، وله كمّان يصلان إلى الساعد وأشدّ اتساعا من كمي الجوخة، وهو مخيط من قطعة واحدة تتّسع من فوق إلى الأسفل، ليس له رقبة، وهو مزخرف من الأمام بثلاثين عقدة من الحرير. وعلى الجهة الأماميّة اليسرى للقفطان نجد طرزا أنيقا يسمّى زينة كشمير وهو غير مبطّن، وعلى جانبيه جيبان للزينة يكون النفاذ منهما إلى جيبي الجوخة، وبه كذلك فتحتان على الجانبين على غرار الجوخة هما «الفتوح».

## القفطان الليبي
هو اللباس التقليدي ليهوديات طرابلسيات في أيام الزمن ولكن تم ارجاعه وتطويره بشكل جميل. تفاصيله هو الحولي الليبي على شكل فستان مع الحلي الليبي (الدبالج الليبي) لليدين (الحزام الذهبي).

## قفطان غرب أفريقيا
أما في غرب إفريقيا فالقفطان هو رداء شبيه بالتي شيرت، ويتميز هناك كونه يتم ارتداؤه من طرف الرجال والنساء على حد سواء، حيث أن رداء الأنثى عادة ما يُطلق عليه اسن قفطانو أما رداء الذكور فيحمل لقب قفطان سنيغالي.
القفطان السنيغالي هو رداء خاص بالرجال، وعادة ما يكون طويل الأكمام، حيث يدعى في اللغة الولوفية mbubb أما في الفرنسية فيُسمى boubou ويتميز هذا القفطان بطوله، كما يتم ارتداؤه مع سروال يسمى توباي. وعادة ما يكون مصنوعا من القطن أو الأقمشة الاصطناعية. هذا وتجدر الإشارة إلى أن هذا القفطان شائع وذو شعبية كبيرة في جميع أنحاء غرب أفريقيا،  لذلك فهو يُعتبر ملبسا رسمياً في كل بلدان غرب أفريقيا.

## مناطق أخرى

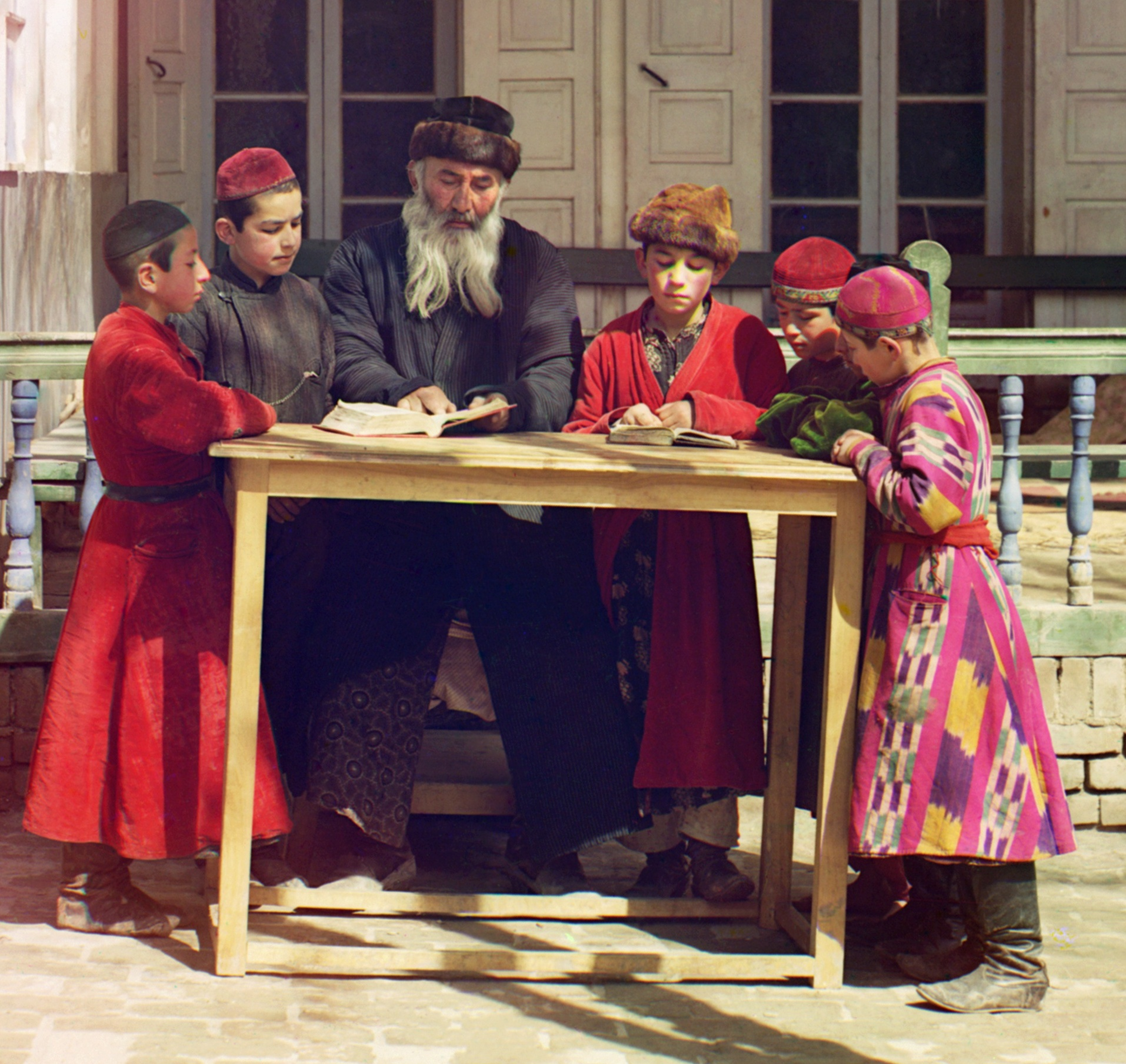
أطفال يهود مع معلم مدرسة في سمرقند، يرتدي قفطاناً (حوالي عام 1910)

### القفطان الفارسي

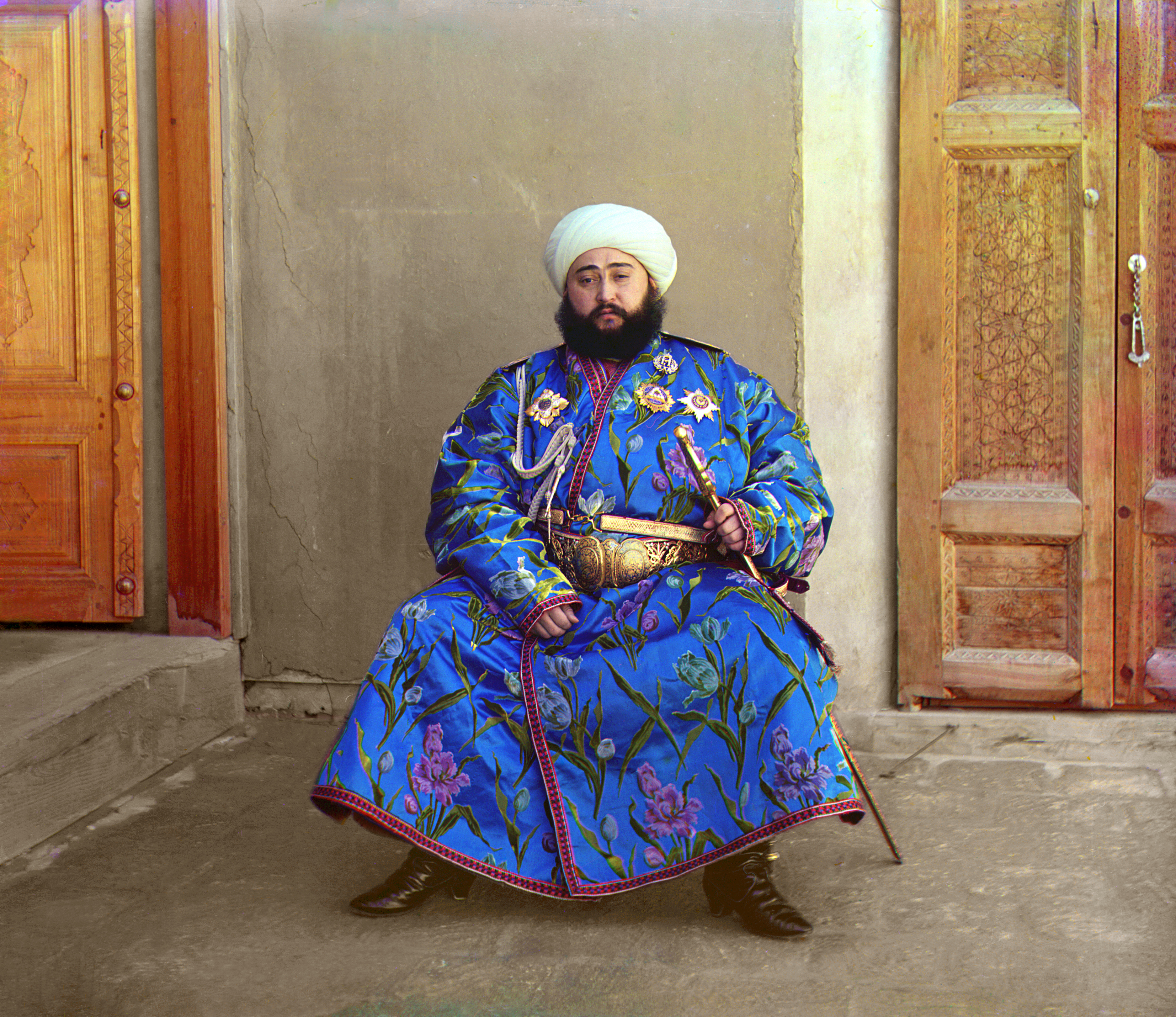
أمير محمد عالم خان (1880-1944), أمير بخارى، يرتدي الخلع

قطعة من قفطان من 935-1055م (بلاد فارس:إيران أو العراق)

كانت أردية القفطان الفارسية تُعرف عمومًا باسم الخلات أو القلات. وهو ثوب معركة مصنوع من القماش الثقيل بسمك مزدوج، مبطن بخيط الحرير وبكثافة. كان من الصعب اختراقه بسيف العدو. كان يرتدي تحت zereh (معطف مدرع) ويمكن فتحه في الأمام. كما يشار إلى القفطان مع ألف حرير يُرتدى للحماية من السيوف والسهام. تمت الإشادة بجودة قفطان ريمي (يفترض أنها مستوردة من الأناضول) في النصوص الفارسية في العصور الوسطى.

### القفطان اليهودي
بسبب الروابط والعلاقات التاريخية والثقافية لليهود ببعض المجتمعات المسيحية والإسلامية وغيرها، فإن نمط لباسهم عادة ما يكون متأثرا بهذه التجمعات خاصة التجمع الشرقي.
قامت حركة الحاسيديم اليهودية بالاعتماد على رداء حريري (Bekishe) أو معطف كان عباءةً (kapoteh)، ولم تكن هذه النوعية من الملابس منتشرة لدى العامة بل كان ترتديها فقط طبقة النبلاء، هذا وتجدر الإشارة إلى أن مصطلح kapoteh قد نشأ من الكلمة الإسبانية كابوت والتي ربما تعني «القفطان» خاصة في اللغة الإسبانية اليهودية. كما لوحظ أن اليهود السفاريدون الذين كانوا يعيشون في الدول المسلمة كانوا يرتدون القفطان للتكيف مع جيرانهم. ومصطلح "Kapote" يستخدم أيضًا في المغرب وقد كان شائعًا هناك لحد بعيد خاصة في الماضي.

### القفطان الروسي
في روسيا تُشير كلمة «القفطان» إلى نوع آخر من الملابس، حيث أن القفطان هناك نوعٌ من الملابس الطويلة التي تمتاز ببدلة ضيقة نوعا ما مع الأكمام. ويُرَجَّحُ أن كلمة «القفطان» دخلت قلب روسيا عبر من اللغة التترية التي بدورها قد اقترضت الكلمة من اللغة التركية.
بحلول القرن التاسع عشر كان القفطان الروسي الأكثر انتشاراً على نطاق واسع كنوع من الملابس الخارجية التي عادة ما يرتديها الفلاحون والتجار، لكنه حاليا بات يُلبس في الطقوس الدينية فقط خاصة طائفة المؤمنين القديمة الأكثر تحفظا والأكثر حفاظا على عاداتها وتقاليدها المندثرة.

## القفطان في البلدان الغربية

عودة الأميركيين من الرحلات الخارجية ساعدت في الترويج للقفطان كنوع من الملابس المهمة

ظهر القفطان منذ زمن بعيد، وقد شهد انتشارا وازدهارا كبيرا بين كل فترة وأخرى، حيث أنه ظهر في روسيا خلال عام 1890 وذلك عندما ارتدت ألكسندرا فيودورفنا القفطان الروسي التقليدي أثناء تتويجها بجائزة ما، وقد كان هذا القفطان التقليدي يُشبه إلى حد ما تلك القفاطين التي يرتديها السلاطين العثمانيون والتي تتناقض تماما مع الفساتين الضيقة مثل الكورسيهات التي كانت أكثر شيوعا في إنجلترا في ذلك الوقت.
اكتسب القفطان ببطء شعبية كبيرة داخل مختلف الأوساط، حيث عُرف عنه أنه من الملابس المناسبة والأكثر مرونة. وقد ساهم مصمم الأزياء الفرنسي بول بواريت أيضا في الترويج للقفطان والزيادة من شعبيته في أوائل القرن العشرين.
في عقد الخمسينيات من القرن العشرين، قام مجموعة من مصممي الأزياء مثل كريستيان ديور وبالينسياغا باعتماد القفطان في العديد من المعارض وقد ساهم هذا أيضا في الترويج له.
اعتمد الهيبي الأمريكيين على موضة ارتداء القفطان في أواخر الستينات والسبعينات، وقد ساهم هذا في زيادرة انتشار القفاطين في الولايات المتحدة، حيث شهدت المحلات التي تبيعه إقبالا كبيرا من الناس خاصة الذين سافروا عبر ما يُسمى بـ «درب الهيبيز». وقد اكتسب القفطان الأفريقي شعبية خاصة بين الأمريكيين من أصل أفريقي، مما دفع بمصممي الأزياء إلى التنويع في طريقة طراز القفطان ونسجه. وقد قامت إليزابيث تايلور في كثير من الأحيان بارتداء قفطان من تصميم ثيا بورتر، وفي عام 1975 أثناء الزفاف الثاني لريتشارد بيرتون، كانت إليزابيث حينها ترتدي قفطانا من تصميم جينا فراتيني.
في الآونة الأخيرة، قام العديد من المصورين بالتقاط مجموعة من الصور لجيسيكا سيمبسون وهي ترتدي في كثير من الأحيان قفطانا أثناء فترة الحمل في عام 2011. كما سبق كل من بيونسيه، أوما ثورمان، سوزان ساراندون، كيت موس، ماري كيت، آشلي أولسن، نيكول ريتشي وغيرهم بارتداء القفطان والتقاط صور به في العديد من المهرجانات والمحافل الدولية.

## معرض الصور

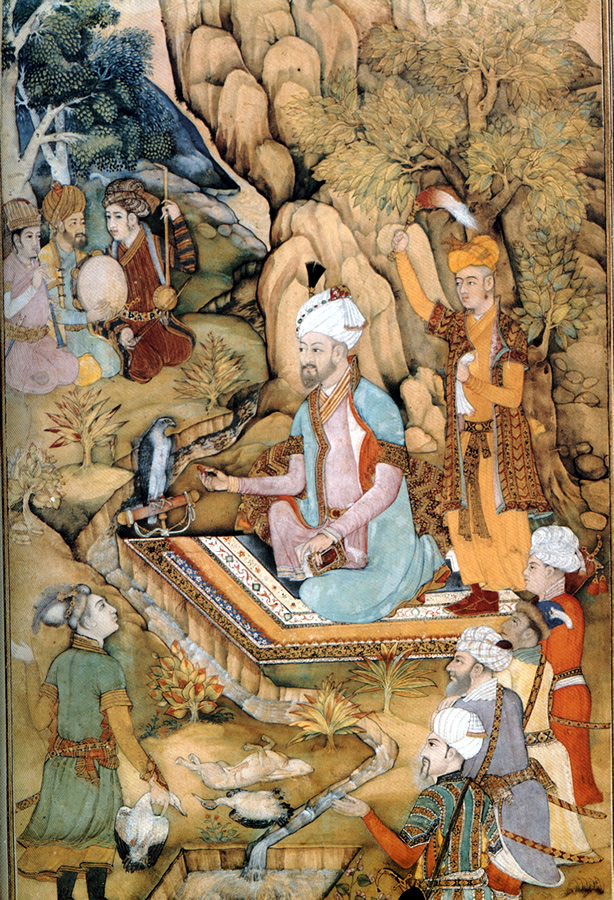
الإمبراطور المغولي الأول بابر يرتدي القفطان.
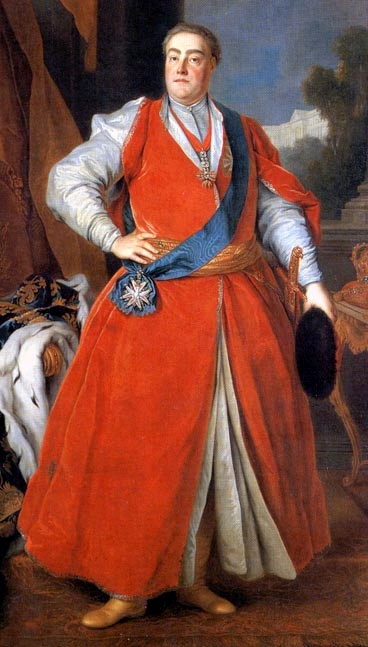
أغسطس الثالث يرتدي قفطان في زوبان من تصميم لويس دي سيلفستر
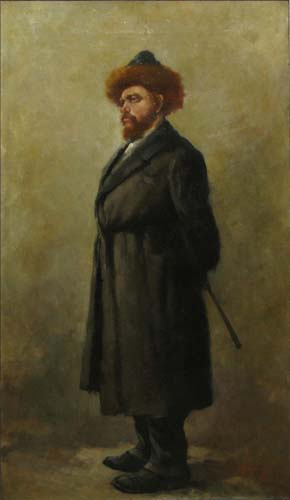
القفطان اليهودي من تصميم نيكولاي جريجورسكو
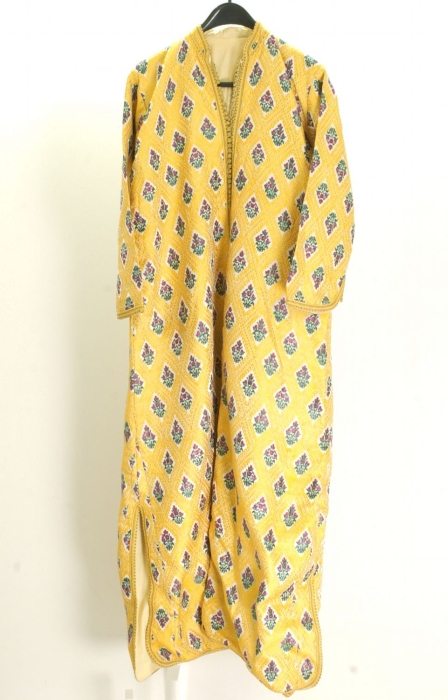
القفطان المغربي
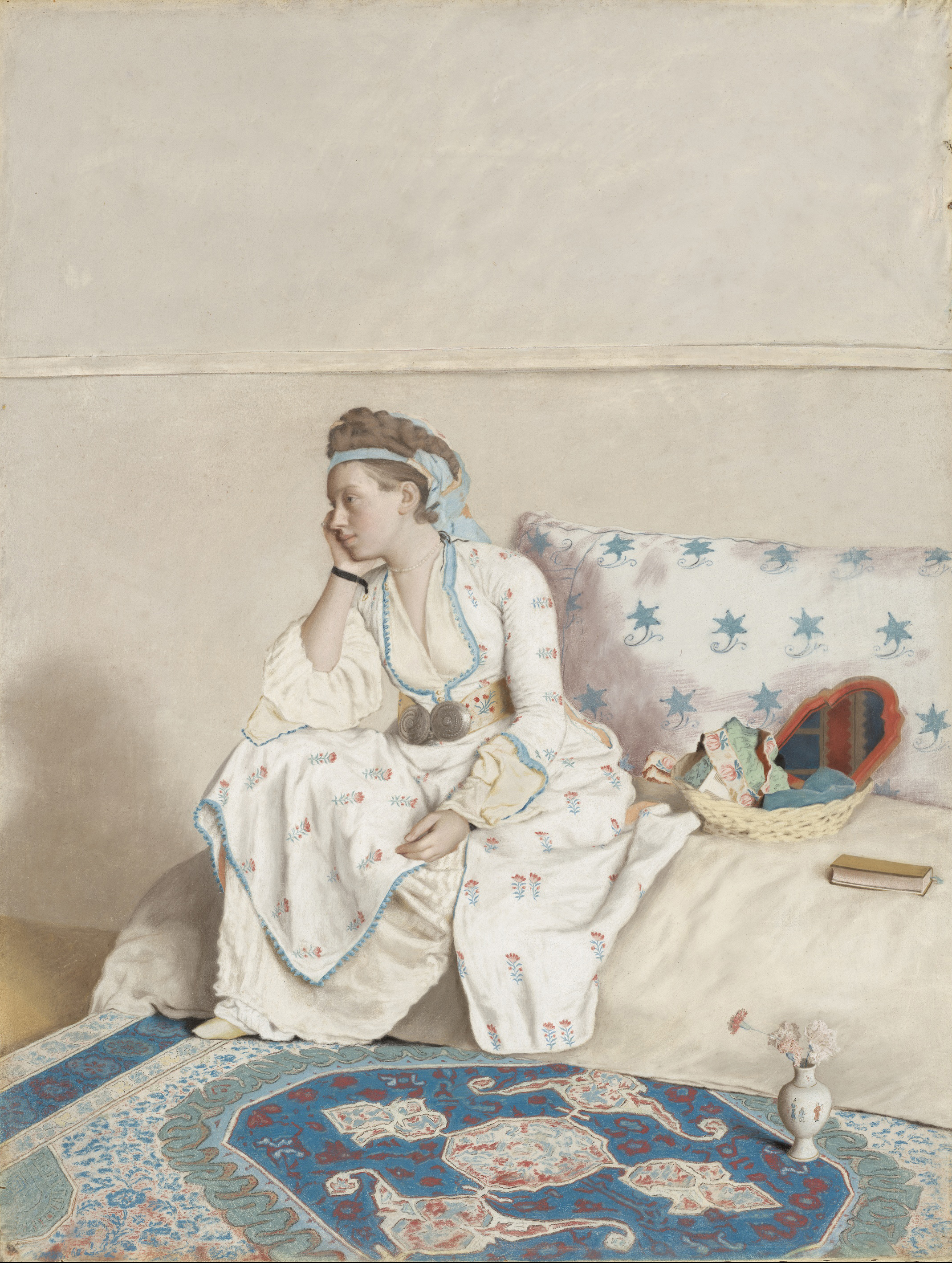
صورة لزوجة الفنان ماري فارجيس وهي ترتدي القفطان من رسم جان إتيان ليوتارد
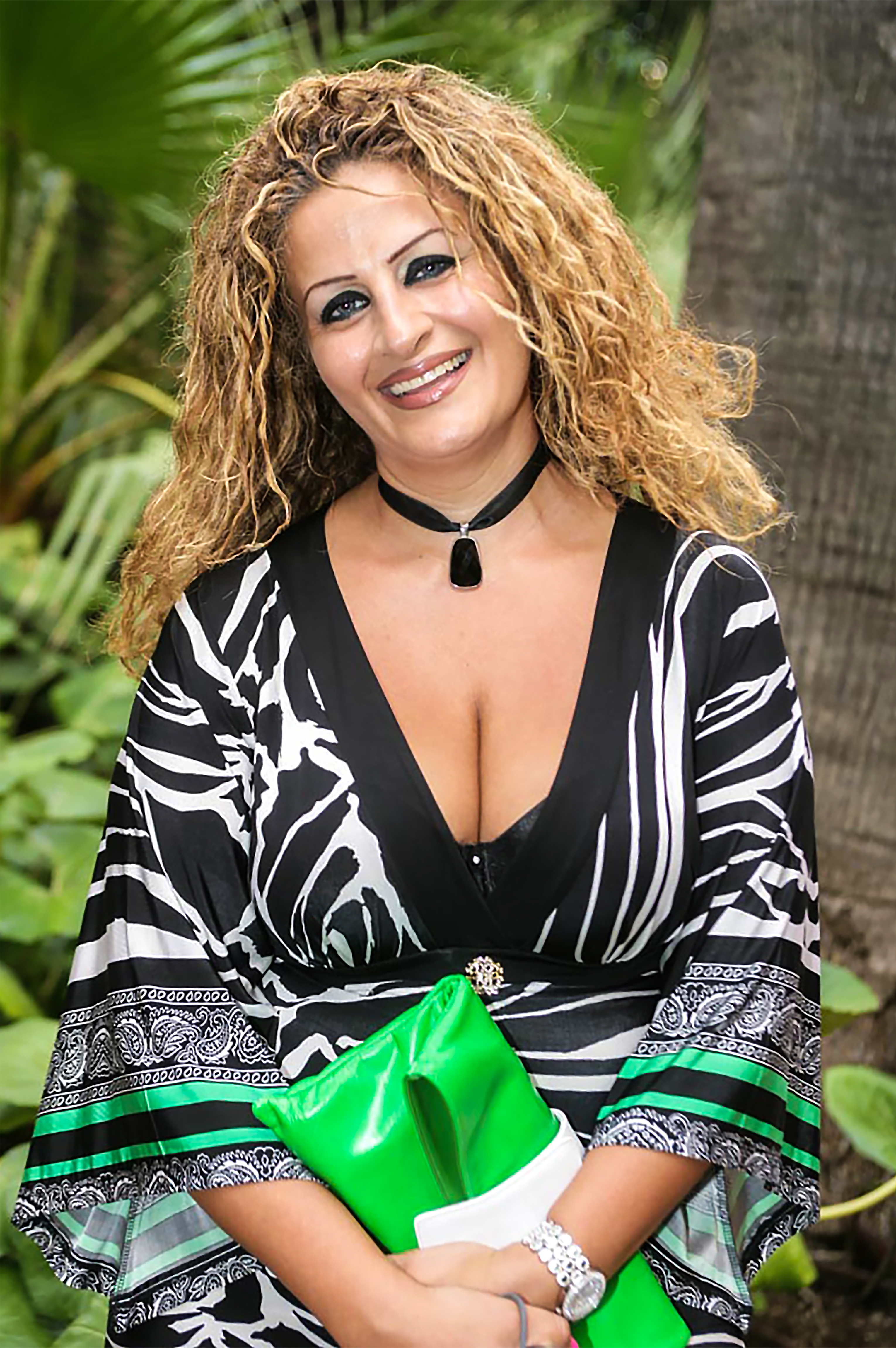
امرأة ترتدي القفطان في إسبانيا خلال القرن 21